# Ústí nad Labem západ
Ústí nad Labem západ je železniční stanice v západní části krajského města Ústí nad Labem na západním břehu Labe v městské části Ústí nad Labem-město. Leží na dvoukolejných elektrifikovaných tratích 072, 090, 130 a 131 (3 kV ss). Je jednou ze sedmi železničních stanic a zastávek ve městě.

## Historie
Stanice byla zřízena společností Společnost c.k. privilegované Ústecko-teplické dráhy (ATE) pro obsluhu své trati spojující Teplice a Ústí nad Labem, dráha byla budována především pro dopravu nákladů z nalezišť hnědého uhlí v regionu. 20. května 1858 byl s nádražím uveden do provozu celý nový úsek trasy do Teplic, kolejiště bylo stejného dne zprovozněno i do starší městské stanice společnosti Severní státní dráha (NStB). Roku 1870 byla dráha prodloužena až do Chomutova. Po zestátnění ATE k 1. lednu 1923 převzaly stanici Československé státní dráhy.
Nedalekým železničním mostem přes Labe je spojena s pravým břehem řeky a stanicí Ústí nad Labem-Střekov.
Elektrický provoz byl na trati procházející stanicí zahájen v roce 1963.

## Popis
Nachází se zde čtyři nekrytá jednostranná nástupiště, k příchodu na nástupiště slouží přechody přes koleje.

## Galerie

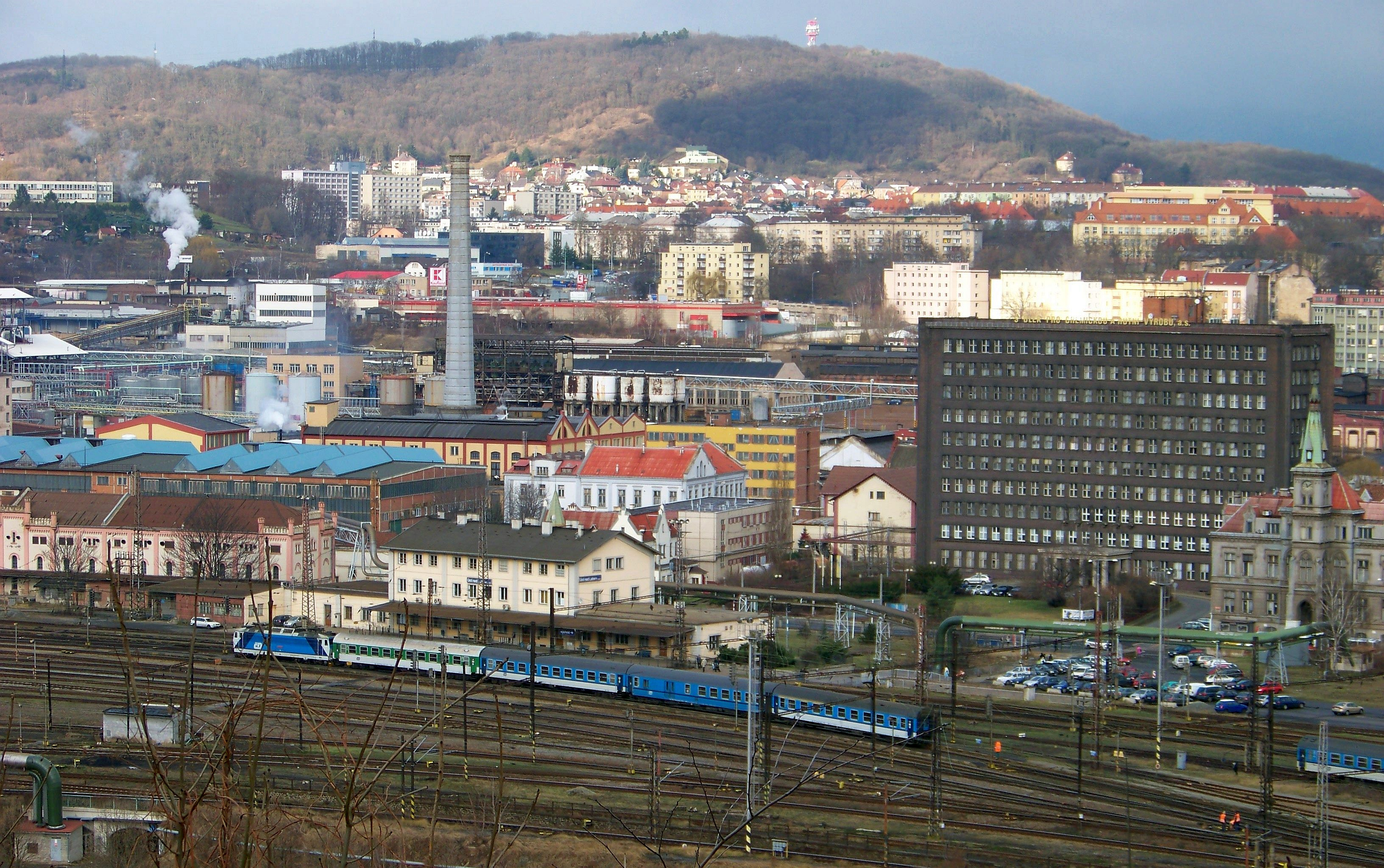
Nádraží (vlevo dole) v kontextu další zástavby
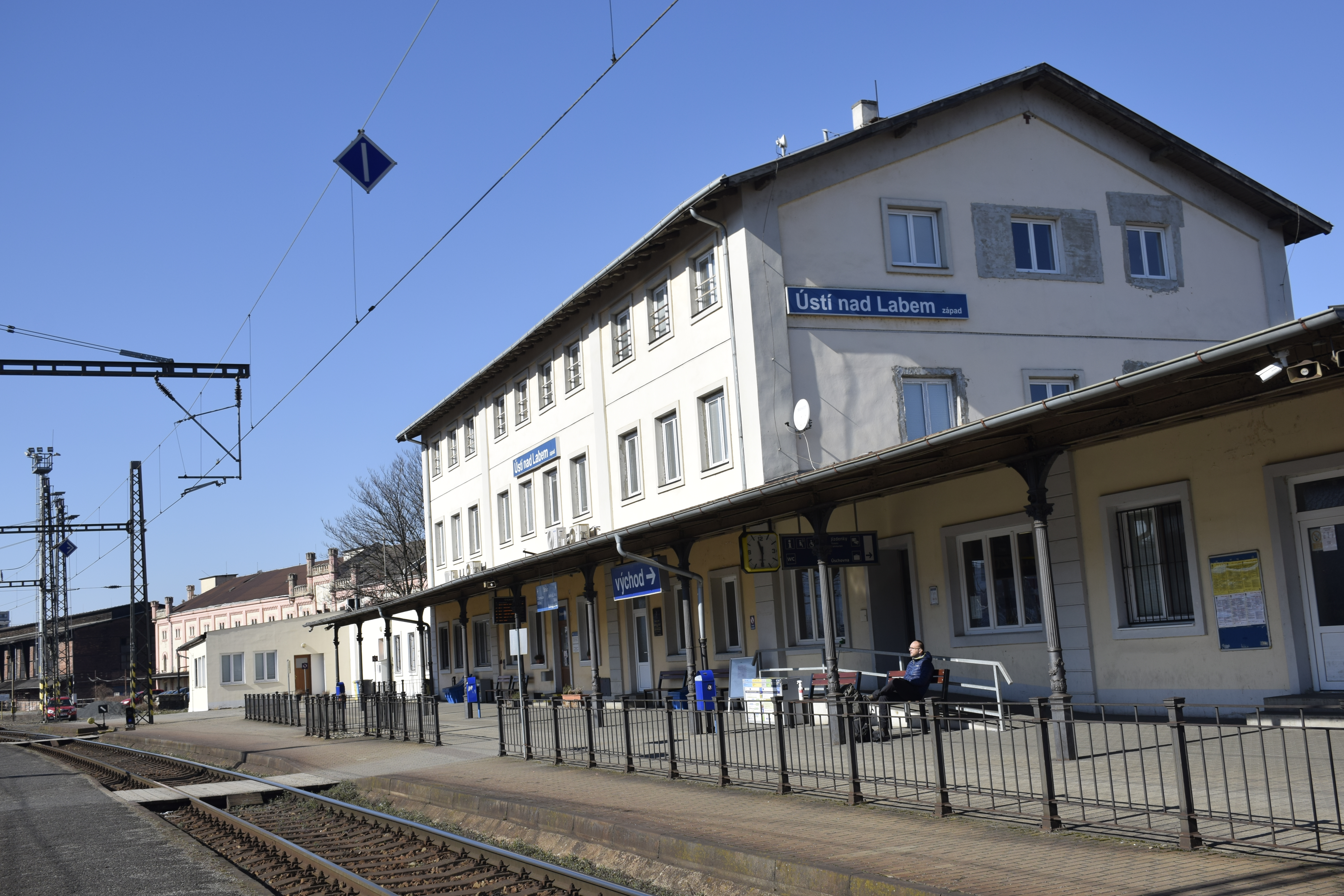
Boční pohled na odbavovací halu
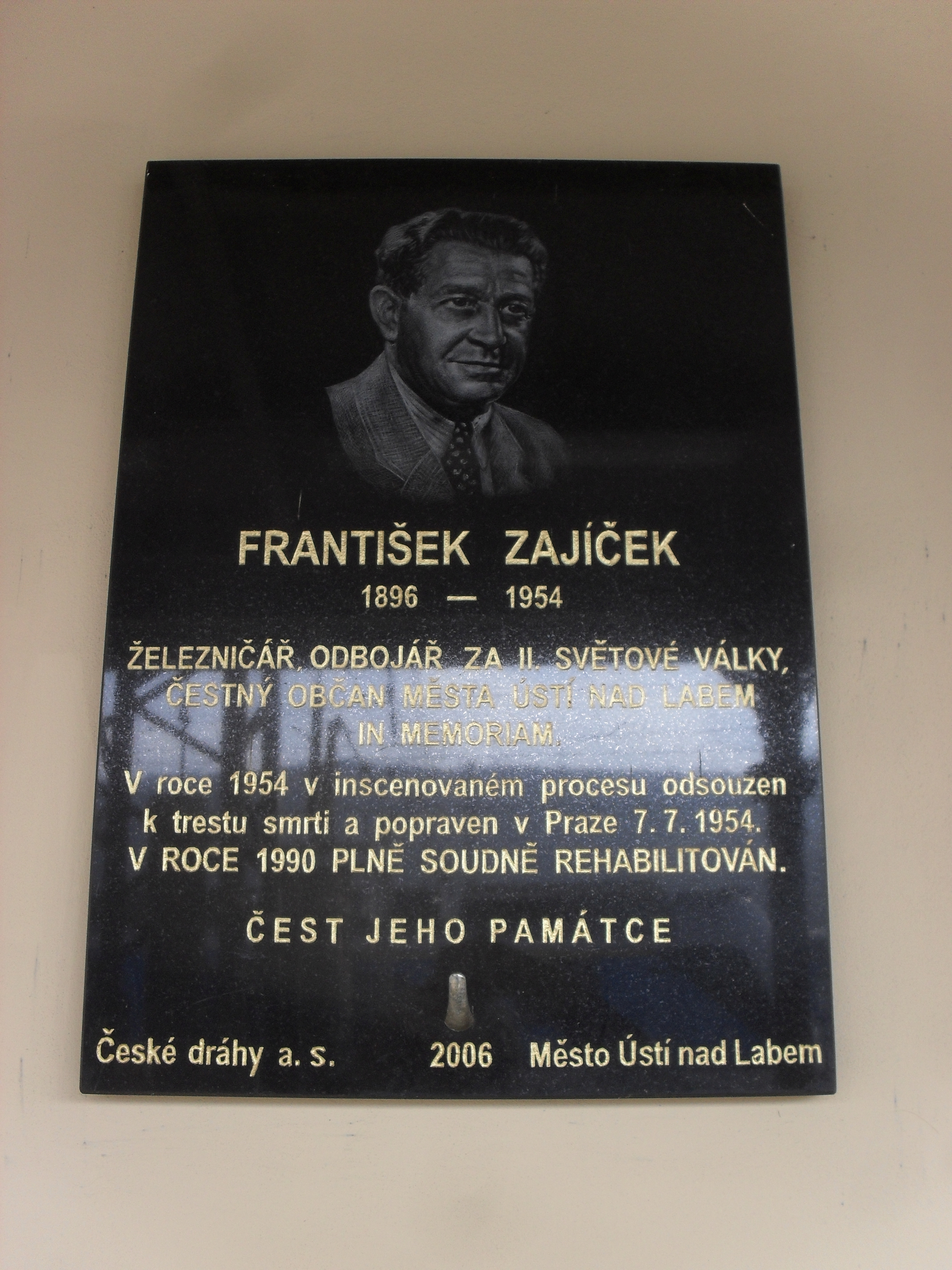
Pamětní deska na nástupišti
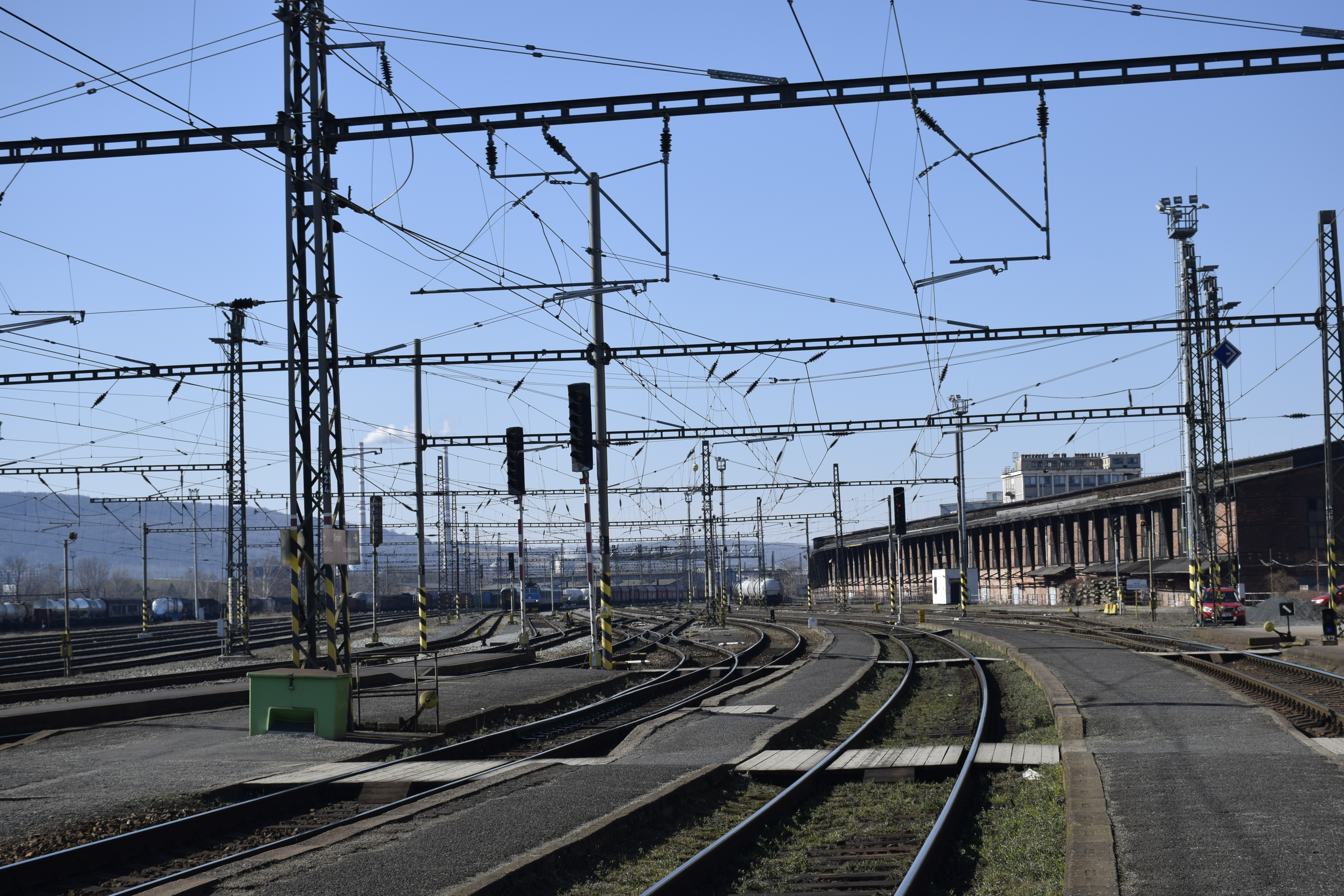
Pohled do kolejiště
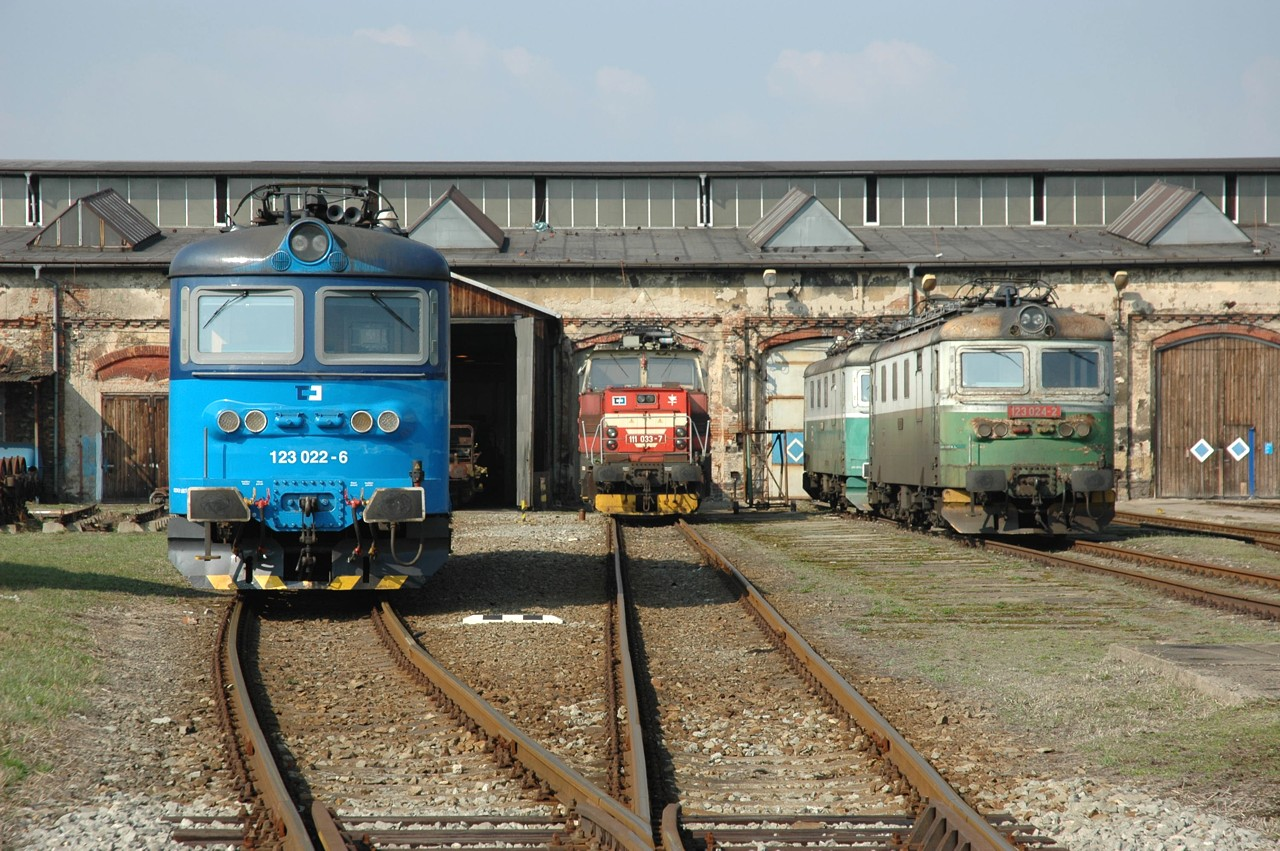
Depo